# Пивторак, Борис Витальевич
Борис Витальевич Пивторак (26 мая 1952 года, Кызыл, Тувинская автономная область, РСФСР — 14 сентября 2016 года, Ростов-на-Дону, Российская Федерация) — советский и российский архитектор, заслуженный архитектор Российской Федерации, член Союза архитекторов России. Основные работы связаны с проектированием жилых и общественных зданий в Ростове-на-Дону, также среди работ — проектирование ландшафтно-исторического памятника «Богатый колодезь».

## Биография
В 1976 году с отличием окончил Ростовский инженерно-строительный институт, в нём же начал профессиональную деятельность в должности ассистента кафедры истории архитектуры и планировки населённых мест. В 1977 году перешёл на проектную работу в Проектную контору Горжилуправления, где прошёл трудовой путь от старшего архитектора до главного архитектора проектов.
В 1985 году был принят в Союз архитекторов РСФСР. В 1989 году одним из первых в городе создал персональную творческую архитектурную мастерскую при Ростовской организации Союза архитекторов РСФСР, в дальнейшем выделившуюся в самостоятельную коммерческую организацию.
С 1997 по 2005 годы работал главным архитектором в администрации Кировского района Ростова-на-Дону.
Являлся профессором кафедры «Дизайн архитектурной среды» факультета архитектуры и градостроительства Южного федерального университета.

## Основные работы
- Реконструкция Дворца торжественных обрядов в Ростов-на-Дону, улица 1-я Майская, 18, проектирование: 1981, строительство: 1982.
- Административное здание в Ростове-на-Дону, по улице Обороны, 24, проектирование: 1983, строительство: 1984 −1985.
- Налоговая инспекция Железнодорожного района Ростова-на-Дону, ул. 1-я Баррикадная, 11, проектирование: 1991, строительство: 1992.
- Памятник истории и природы конца XVII века «Богатый колодезь», проектирование: 1996, строительство: 1996.
- Административное здание в Ростове-на-Дону, Кировский проспект, 126, проектирование: 2001, строительство: 2001—2002.
- Кондитерская фабрика в Ростове-на-Дону, улица Текучева, 207, проектирование: 2002, строительство: 2003—2006.
- Продовольственный рынок в Ростове-на-Дону, проспект Космонавтов, 4, проектирование: 2007—2008, строительство 2009—2015.
- Комплекс жилых домов в Ростове-на-Дону, 20-я улица, 43, проектирование: 2007—2008, строительство: 2009—2013.

Также спроектировал более десятка жилых домов и торговых сооружений в Ростове-на-Дону, Новочеркасске, Пролетарске.

## Награды  и звания
Заслуженный архитектор Российской Федерации.
В 2010 году награждён Союзом архитекторов России медалью «За преданность содружеству зодчих». Награждён Администрацией Ростовской области (Ростовским региональным отделением Российского фонда культуры) дипломом «Человек года 2010» в номинации «Архитектор года».
В 2011 году награждён нагрудным знаком «Почетный архитектор России».